# Widzenie świętej Katarzyny

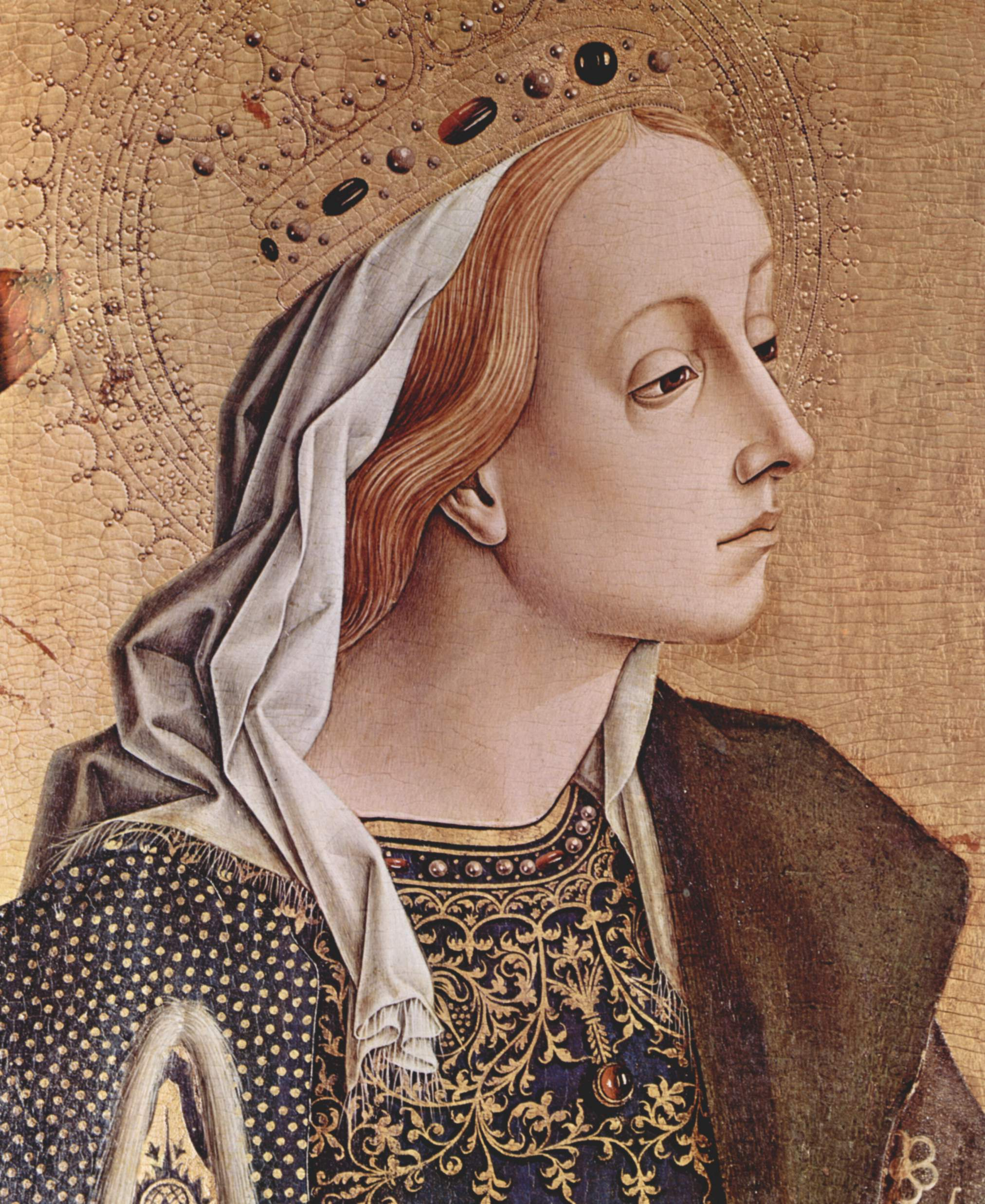
Katarzyna z Aleksandrii na obrazie Carlo Crivelliego

Widzenie świętej Katarzyny – poemat Antoniego Langego, który pojawił się w pierwszym tomie Poezyj (1895). Utwór podejmuje kwestie eschatologiczne i etyczne; osnuty jest wokół męczeńskiej śmierci żyjącej na przełomie III i IV wieku Katarzyny z Aleksandrii. Poemat dywaguje nad problemami śmierci Boga i nicości, które to problemy stają się modne w postmodernizmie.
Cesarz Maksymin Daja pragnie, aby Katarzyna wyparła się swojej wiary i została jego żoną. Ta jednak odmawia, czym skazuje siebie na uwięzienie w lochu w oczekiwaniu na tortury i męczeńską śmierć. Wkrótce Katarzyna doznaje wizji, która paradoksalnie napawa ją radością (słodka pogoda była na jej czole, śniła ciszą ubłogosławiona). Nastrój ten nie trwa jednak długo; po chwili myśli Katarzyny zwracają się ku naturze ludzkiej, która wystrzega się anarchii (tkwiącej w jej ukrytych pragnieniach), czyni dobro jedynie w próżnym strachu przed piekłem i w nadziei na zbawienie, a nie dla dobra samego w sobie. Męczennica postanawia ugasić piekło świętą wodą, a niebiosa spalić ogniem. Ludzie zostają zatem rzuceni na pastwę śmierci, bez nadziei na życie wieczne, świadomi nicości i bezsensu wszelkich narzuconych prawd moralnych:

Nie masz nadziei dla nas, nie masz strachu...

Próżną jest cnota, grzech i błąd jest niczem

Bez groźby karań, bez nagród zapachu!
Katarzyna przemawia jednak do zrozpaczonego ludu, że oto dzieci przerobiła w męże, otwierając im oczy perspektywą świata, w którym nie ma Boga. Jednocześnie mówi:

Tak, w czynów treści – jest czynów zapłata.

(...)

Bo śmierć to wieczne, absolutne życie;

Śmierć – to kołyska tysiąca żywiołów,

A wszelkie dobro czyli zło w rozkwicie

W niej się odradza.
Poemat kończy scena, w której wizja mija, a Katarzyna zostaje wyprowadzona na tortury. W postawie Katarzyny można doczytać się aluzji, iż przerażająca wizja chaosu i śmierci tożsamej z przejściem w niebyt jest tylko właściwością naszych czasów oraz koniecznym pouczeniem, a w istocie Bóg nadal czuwa nad losem ludzi.
Utwór jest napisany tercyną, czyli zwrotką trójwersową pochodzenia włoskiego, znaną między innymi z Boskiej komedii Dantego Alighieri, układaną jedenastozgłoskowcem i rymowaną aba bcb cdc itd.